# Mara (språk)
Mara är ett australiskt språk som talades av 15 personer år 1991. Mara talas i Nordterritoriet. Mara tillhör de gunwingguanska språken.